# Lemlands kommune
Lemlands kommun er den sydøstligste kommune på Fasta Åland i det selvstyrede Landskab Åland i Finland.
Kommunen er skilt fra resten Faste Åland ved Lemströms kanal, der danner grænsen mellem Lemland og Jomala kommune. Derfor opfattes Lemland under tiden som en ø.
Mod øst grænser Lemland op til Ålands skärgård (med kommunerne Föglö og Sottunga), Mod nordøst og nord grænser kommunen op til landsbygdkommunerne Luparland og Jomala. Mod nordvest ligger købstaden Mariehamn stad.
60°04′10″N 20°05′10″Ø / 60.0694°N 20.0861°Ø